# Petirejo
Petirejo is een bestuurslaag in het regentschap Temanggung van de provincie Midden-Java, Indonesië. Petirejo telt 1851 inwoners (volkstelling 2010).